# Памятник на 50-й параллели (Сахалин)
Памятник 50-я параллель — военный мемориал и объект культурного наследия регионального значения. Находится у трассы 64Н-1 Южно-Сахалинск — Оха с западной стороны, в 6 км от села Рощино.
Представляет собой композицию с изображением трёхгранного штыка высотой 8 м.

## Описание
Автор проекта памятника инженер Буюкловского лесокомбината Эдуард Иванович Ворошилин. Памятник построен рабочими Онорского леспромхоза, создан на средства ВООПИиК. Представляет собой композицию с изображением трёхгранного штыка высотой 8 м, дула винтовки и широкой изогнутой стрелы, направленной на юг — в направлении главного удара. На стреле находится барельеф воина в каске и текст: «50 параллель. 11 августа 1945 года части Советской Армии с этого рубежа начали освобождение Южного Сахалина, исконно русской земли от японских захватчиков».

## История
Памятник открыт 11 августа 1976 года в ознаменование 31-й годовщины освобождения Южного Сахалина. Установлен в том месте, откуда в августе 1945 года начались ожесточённые бои за освобождение Южного Сахалина от японских милитаристов. Осуществлял операцию второй батальон 165-го стрелкового полка 79-й стрелковой дивизии под командованием капитана Г. Г. Светецкого. Решением Сахалинского облисполкома от № 324 11 июля 1978 года памятник был поставлен на государственную охрану в качестве объекта культурного наследия регионального значения.
В 2009 году был произведён капитальный ремонт памятного знака, произведено благоустройство территории.